# Al Bernard

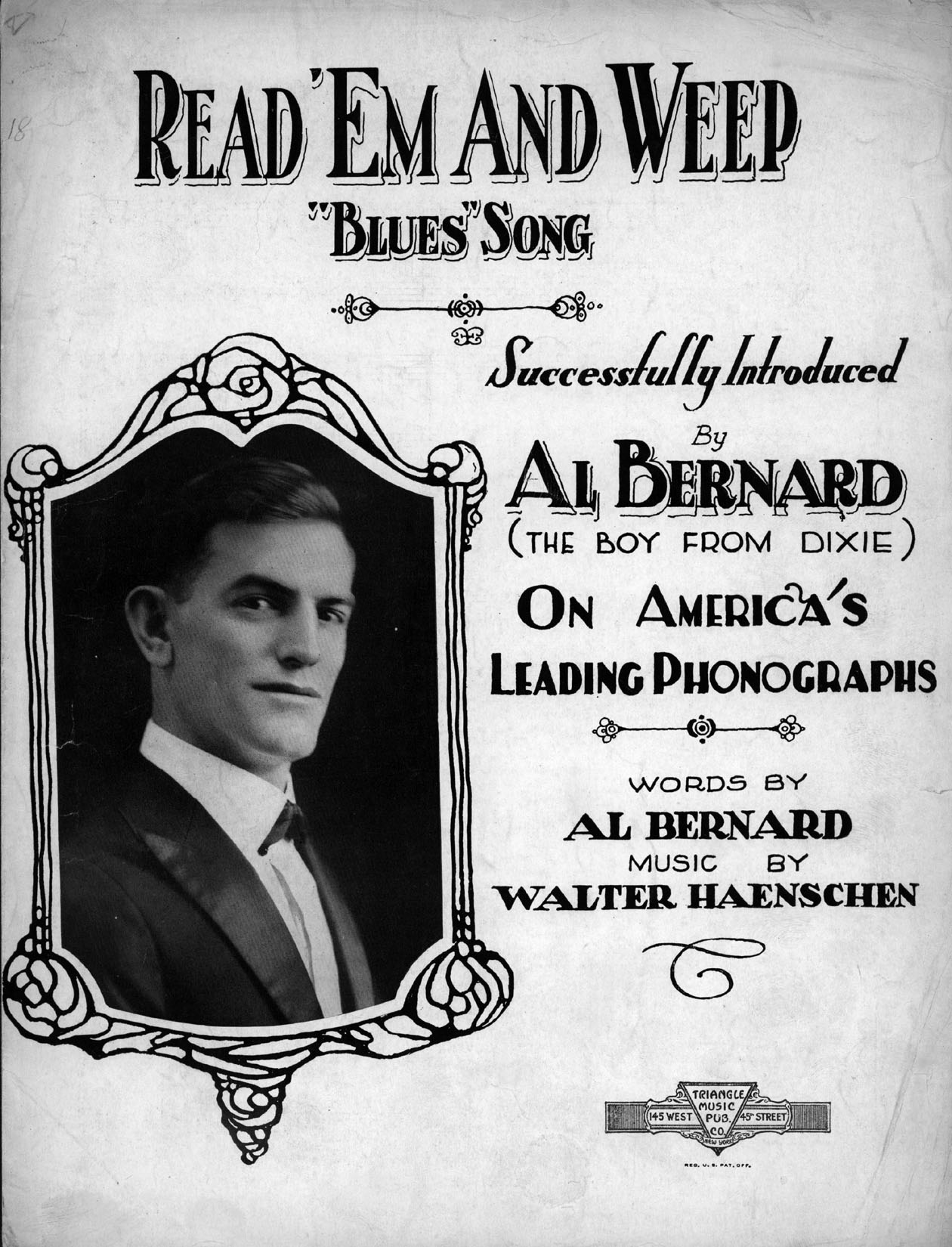
Al Bernard på omslaget till ett nothäfte med melodin Read 'em and weep.

Alfred Aloysous "Al" Bernard, född den 23 november 1888 i New Orleans, Louisiana, död den 6 mars 1949 på Manhattan i New York City, var en amerikansk sångare och vaudevilleartist, känd som "The Boy from Dixie". Hans popularitet var som störst under 1920- och 1930-talen. 
Som född i New Orleans, blev Bernard en blackface-sångare i minstrelshower innan han började sin inspelningskarriär runt 1916. Han var en av de första vita sångarna att spela in blues-låtar. W. C. Handy krediterade Bernard för hjälp med sin egen karriär genom att spela in ett antal av hans låtar, särskilt låten "St. Louis Blues".
Från 1919 spelade Bernard in för Okeh Records. Hans låtar omfattade en med titeln "Shake, Rattle and Roll", som handlar om ett tärningsspel och var helt orelaterad, förutom i titeln, till den senare rock and roll-sången Shake, Rattle and Roll.
Bernard blev ibland kallad "The Singing Comedian", och var den första amerikanska sångaren att spela in låten "Frankie and Johnny" i Amerika. (Den första kända inspelningen gjordes av Gene Greene och Charley Straight i London.)
Senare spelade han in låtar tillsammans med Vernon Dalhart. 1925, inspirerad av Dalhart, började han spela in hillbilly-låtar. Hans 1930-version av "Hesitation Blues", inspelad med Goofus Five, anses vara en tidig variant av Western Swing-stilen, med en spännande kombination av Country and Western och Chicago blues. Bernard fortsatte spela in på 1940-talet.

## Diskografi (urval)
Singlar (10")
- 1919 – "Shake, Rattle And Roll"
- 1919 – "Hesitation Blues" / "Don't Cry, Little Girl, Don't Cry" (med Irving Kaufman)
- 1919 – "See Old Man Moon" / "Slow and Easy" (med Ernest Hare)
- 1920 – "You Know What I Mean" / "Bell Hop Blues"
- 1920 – "Beale Street Blues" / "St. Louis Blues"
- 1920 – "Read 'Em And Weep" / "My Little Bimbo Down On The Bamboo Isle"
- 1920 – "Slide, Kelly, Slide" / "Change Your Name Malinda Lee" (med Ernest Hare)
- 1920 – "Sugar" / "You're My Gal" (med Ernest Hare)
- 1922 – "That's How I Believe In You" / "I Want My Mammy" (med Vernon Dalhart)
- 1923 – "Lindy Lou" / "I'm A Demon On My Old Jew's Harp" (med Ernest Hare)
- 1924 – "Twenty-five Years From Now" / "De Ducks Done Got Me"
- 1924 – "Blue-Eyed Sally" / "Let My Home Be Your Home"
- 1927 – "Steamboat Bill" / "Casey Jones"
- 1927 – "Well I Swan" / "Get Away Old Man, Get Away" (delad 10": Al Bernard / Honey Duke)
- 1928 – "The Preacher and the Bear" / "Bill Bailey Won't you Please Come Home"